# Louis Jean François Diguet
Pour les articles homonymes, voir Diguet.
Louis Jean François Diguet est un homme politique français né le 23 mars 1784 à Sainte-Croix-Hague (Manche) et décédé le 27 février 1864 à Saint-Lô (Manche).
Avocat, il est procureur du roi à Saint-Lô en 1830 et président du tribunal en 1840. Conseiller général en 1846, il est député de la Manche de 1848 à 1849, siégeant au centre-gauche.

## Sources
- « Louis Jean François Diguet », dans Adolphe Robert et Gaston Cougny, Dictionnaire des parlementaires français, Edgar Bourloton, 1889-1891 [détail de l’édition]